# Merkenrecht
Merkenrecht is het geheel van rechtsregels binnen het intellectuele eigendomsrecht die voorzien in de registratie, de bescherming en handhaving en het uitdoven van merken. De grondslag van het merkenrecht ligt in het belang van de ongestoorde marktwerking. Merken zijn tekens die de commerciële herkomst van producten of diensten onderscheiden. Het is, in het kader van onvervalste mededinging, in het belang van zowel merkhouders als consumenten dat merken kunnen worden beschermd. Zo kunnen merkhouders een reputatie opbouwen en reclame maken en kunnen consumenten merken herkennen van bijvoorbeeld eerdere ervaringen of uit reclames.

## Benelux
Waar de meeste landen hun eigen systeem van merkenrecht kennen, hebben België, Nederland en Luxemburg (de Benelux) een gezamenlijk systeem van merkenrecht. Er is dus geen nationaal Nederlands of Belgisch merkenrecht en een merk registreren voor enkel Nederland is niet mogelijk. Het Benelux merkenrecht is geregeld in het Benelux-verdrag inzake de intellectuele eigendom van 2005 (BVIE). Voordien werd het merkenrecht geregeld door de Benelux Merkenwet (BMW).
Het huidige systeem van Benelux merkenrecht werkt in grote lijnen hetzelfde als de nationale merkenrechtsystemen van andere EU-lidstaten. Dit omdat het merkenrecht in grote mate geharmoniseerd is binnen de Europese Unie door middel van de Europese Merkenrichtlijn.

## Europese Unie
Zoals benoemd bestaan er voor de verschillende EU-lidstaten verschillende systemen van merkenrecht, en zijn die systemen in grote lijnen Europees geharmoniseerd. Daarnaast bestaat er een systeem van merkenrecht voor de Europese Unie als geheel. Dit systeem van Uniemerken is geregeld via de Uniemerkenverordening.
Uniemerken zijn geldig in de gehele Europese Unie en zijn bedoeld voor merken die actief zijn in een significant deel van de interne markt van de EU. Een bezwaar tegen een Uniemerk gebaseerd op een ouder recht in één lidstaat staat daarom het hele Uniemerk in de weg. Andersom kan een Uniemerk worden ingeroepen tegen merken in alle lidstaten, ongeacht of het Uniemerk in dat land wordt gebruikt. Het Uniemerk wordt dus gekenmerkt door een alles-of-niets aanpak.

## Registratie
Een merk is pas beschermd nadat het geregistreerd is, dit in tegenstelling tot bijvoorbeeld het auteursrecht dat automatisch ontstaat. Registreren kan afhankelijk van het beoogde gebied. Zo zijn er bijvoorbeeld:
- Het Benelux-merk, te registreren via het Benelux-Bureau voor de Intellectuele Eigendom te Den Haag en de website www.boip.int.
- Het (Europese) Uniemerk, te registreren via het Bureau voor intellectuele eigendom van de Europese Unie in Alicante (Spanje) en de website www.euipo.europa.eu.
- Internationaal hebben de meeste landen hun eigen merkensysteem. Ook bestaan er Internationale merkregistraties (een bundel van merkrechten in verschillende landen), te registreren via de World Intellectual Property Organization (WIPO) in Genève (Zwitserland).

### Merkaanvraag
Om een merk te registreren moet een merkhouder een merkaanvraag (depot) indienen bij de relevante autoriteit. Dit kan de merkhouder zelf doen, maar vaak wordt hiervoor een merkengemachtigde ingeschakeld. De aanvraag bevat drie belangrijke elementen:
1. Het te beschermen merk
2. De gegevens van de merkhouder
3. De classificatie, een lijst van producten of diensten die onder het merk worden aangeboden

Daarnaast moet de betaling van officiële taksen worden voldaan.

### Soorten merken
De bekendste soorten merken zijn woordmerken en beeldmerken en woord/beeldmerk combinaties. Echter, er bestaan meer soorten merken, waaronder:
- Woordmerken
- Beeldmerken
- Vormmerken
- Klankmerken
- Multimediamerken
- Patroonmerken
- Kleurmerken
- Positiemerken
- Hologrammerken
- Combinaties van de bovenstaande soorten

Volgens de wet kan een merk worden gevorm door alle tekens, in het bijzonder woorden, waaronder namen van personen, of tekeningen, letters, cijfers, kleuren, vormen van waren of verpakkingen van waren, of geluiden, mits deze de waren of diensten van een onderneming kunnen onderscheiden van die van andere ondernemingen, en duidelijk in het register kunnen worden weergegeven. Voorheen was het ook vereist dat het merk vatbaar was voor grafische weergave. Zo kon een klankmerk kunnen worden weergegeven als notenbalk. Tegenwoordig kan een mp3-bestand van een geluid ook als klankmerk worden ingeschreven en is een grafische voorstelling niet langer vereist.

### Vereisten

#### Duidelijke weergave
Een merk moet dus duidelijk in het register kunnen worden weergegeven. Het is immers belangrijk dat het voor iedereen duidelijk is wat er wordt beschermd. Daarom worden geurmerken in Europa niet toegestaan omdat deze niet makkelijk in het merkenregister kunnen worden weergegeven.

#### Onderscheidend vermogen
Naast de vereiste om duidelijk te kunnen worden weergegeven, moet een merk dus producten of diensten van een onderneming kunnen onderscheiden van die van andere ondernemingen. Het merk moet dus beschikken over onderscheidend vermogen. Zo zal een teken dat te banaal of simplistisch is door consumenten niet als merk worden gezien. Enkel een cirkel als logo of het woord ULTRA kunnen meestal niet worden ingeschreven als merk door gebrek aan onderscheidend vermogen. Verder worden merken vaak geweigerd omdat ze het product of de dienst beschrijven waarvoor het merk is bedoeld. Beschrijvende merken, zoals het woord FIETS voor fietsen of het woord KIJKERS voor brillen, zijn niet onderscheidend omdat ze dezelfde producten van andere ondernemingen dan de merkhouder ook beschrijven.
Overigens kunnen merken die initieel onvoldoende onderscheidend vermogen hebben wel onderscheidend vermogen verkrijgen door intensief gebruik en marketing. Consumenten gaan het teken dan toch als merk zien, zelfs als het eigenlijk beschrijvend is. Er is dan sprake van inburgering, zoals in het geval van Marktplaats.

#### Weigeringsgronden
Een merk moet dus duidelijk kunnen worden weergegeven en beschikken over onderscheidend vermogen. Verder is er nog een aantal gronden voor weigering van een merkaanvraag. Enkele van de belangrijkste daarvan zijn misleidende merken en merken in strijd met de openbare orde of goede zeden. Zo kan een merk als JANS VEGETARISCHE QUICHE niet worden ingeschreven als merk voor quiche met echt vlees en zou een hakenkruis niet worden toegestaan als beeldmerk.

#### Oudere merken
Tot slot kan een merk worden geweigerd als het verwarrend veel lijkt op een ouder merk. Dit worden relatieve weigeringsgronden genoemd. Het gaat daarbij om verwarringsgevaar onder consumenten. Als twee merken én de producten of diensten in kwestie dusdanig veel op elkaar lijken dat de gemiddelde consument in verwarring zou kunnen raken, kan de merkhouder van het oudere merk bezwaar maken tegen de registratie van het nieuwere merk.

## Inbreuk
In het merkenrecht gaat het vooral om verwarringsgevaar onder consumenten. De bescherming van een merk is bedoeld om verwarring onder consumenten te voorkomen, dus kan een merkhouder optreden tegen inbreukmakend gebruik van een merk dat identiek is aan, of verwarrend veel lijkt op zijn merk.
Het meest duidelijke geval is gebruik van een teken dat identiek is aan het geregistreerde merk voor producten of diensten die identiek zijn aan die waarvoor het merk is geregistreerd. Hierbij valt vooral te denken aan namaakgoederen.
Verder kan een merkhouder optreden tegen gebruik van een merk waar de tekens overeenstemmen en de producten of diensten soortgelijk zijn. Het gaat daarbij om de vraag of de tekens en producten of diensten dusdanig veel op elkaar lijken dat een gemiddelde consument er door in verwarring zou kunnen raken.
Tot slot bestaat er bredere bescherming voor bekende merken. Als een merk bekend is kan de merkhouder vaak optreden tegen overeenstemmende merken, zelfs als de producten en diensten niet soortgelijk zijn.

### Verwarringsgevaar
Verwarringsgevaar is dus de kern van het merkenrecht en in de meeste gevallen een vereiste voor inbreuk. De uitzondering is bekende merken, waarbij er sprake kan zijn van inbreuk zonder verwarringsgevaar. Bijvoorbeeld als er onterecht voordeel wordt gehaald uit de reputatie of meegelift op het succes van een bekend merk.
Zoals benoemd, wordt bij de beoordeling van verwarringsgevaar gekeken naar de tekens in kwestie en de producten of diensten waarvoor het merk wordt gebruikt. Deze twee aspecten worden 'communicerende vaten' genoemd. Dat wil zeggen dat hoe meer overeenstemming er is tussen de tekens, hoe sneller er sprake zal zijn van verwarringsgevaar, zelfs met minder overeenstemmende producten of diensten en andersom. Bij identieke tekens zal er snel verwarringsgevaar zijn, ook als de producten of diensten wat minder op elkaar lijken, en als de tekens voor identieke producten worden gebruik is verwarringsgevaar te veronderstellen, zelfs als de tekens iets meer van elkaar verschillen.
Bij een mogelijke inbreuk wordt niet enkel gekeken naar de overeenstemming tussen de tekens en de producten of diensten. Er speelt een globale beoordeling van het verwarringsgevaar. Alle relevante omstandigheden worden meegewogen, bijvoorbeeld ook het relevante publiek, de distributiekanalen van de betrokken producten en de bekendheid van het oudere merk.
Bij de beoordeling van de gelijkenis tussen de tekens in kwestie worden drie aspecten overwogen: (1) de visuele overeenstemming van de tekens, (2) de auditieve overeenstemming van de teken en (3) de conceptuele overeenstemming van de tekens.

#### De gemiddelde consument
Als het gaat om verwarringsgevaar wordt niet gekeken naar alle consumenten, of zelfs naar echte consumenten. Het is niet voldoende voor inbreuk dat één onoplettende of slecht geïnformeerde consument in de war raakt, en er wordt geen marktonderzoek gedaan naar de interpretatie van daadwerkelijke consumenten. In plaats daarvan wordt er een fictieve consument voorgesteld als maatman: de gemiddelde consument.

Volgens de jurisprudentie gaat het om
een gemiddeld geïnformeerde, omzichtige en oplettende gewone consument.
Bij de beoordeling van verwarringsgevaar wordt dus een gemiddeld geïnformeerde consument voorgesteld van de producten of diensten in kwestie. Er wordt gekeken naar hoe oplettend een dergelijke consument zou zijn, welke kennis hij zou hebben en op andere relevante manieren overwogen hoe hij naar de merken in kwestie zou kijken.

## Einde van een registratie
In tegenstelling tot andere intellectuele-eigendomsrechten kan een merk, zolang het in gebruik is in theorie eeuwig geldig blijven. Een merkregistratie is tien jaar geldig vanaf de datum van de aanvraag en kan daarna steeds verlengd worden voor nog tien jaar. Desondanks kunnen merken die voorheen geregistreerd waren op twee manieren ten einde komen: verval en nietigheid.
Verval van een merk houdt in dat het merk niet langer geldig is en dat de merkrechten vanaf een bepaald moment stoppen geldig te zijn. Nietigheid daarentegen houdt in dat het merk nooit toegelaten had moeten worden en daarom met terugwerkende kracht ongeldig wordt verklaard, alsof het nooit geregistreerd is geweest.

### Verval
Een merk kan op basis van verschillende gronden vervallen worden verklaard.
- De meest voorkomende wijze is het verstrijken van de geldigheidsduur. Wanneer een registratie niet wordt verlengd, komt het aan het einde van de tienjarige periode automatisch te vervallen.[17]
- Ook kan de merkhouder een registratie vrijwillig laten doorhalen.[17]
- Bij gebrek aan normaal gebruik van een merk kan een derde een verzoek tot vervallen verklaring indienen. Een merk mag namelijk niet meer dan vijf onafgebroken jaren ongebruikt blijven.[18]
- Het merk kan verworden tot soortnaam. Dit houdt in dat het merk door consumenten niet langer als merk wordt gezien, maar als soortnaam voor het product waarvoor het is ingeschreven. Het merk heeft dan geen onderscheidend vermogen meer en is beschrijvend geworden.[19]
- Het merk kan misleidend gebruikt worden. Het gaat hierbij om merken die niet inherent misleidend zijn voor de producten of diensten waarvoor ze zijn ingeschreven maar waarbij de manier waarop het merk wordt gebruik toch leidt tot misleiding onder consumenten.[20]

### Nietigheid
Een merk kan op basis van verschillende gronden nietig worden verklaard. Deze gronden staan in artikel 2.2bis lid 1 BVIE. De volgende soorten merken kunnen, nadat ze onterecht zijn ingeschreven, nietig worden verklaard:
- Registraties betreffende een teken dat geen merk kan vormen, bijvoorbeeld omdat het niet duidelijk in het register kan worden weergegeven.
- Registraties betreffende een teken dat geen onderscheidend vermogen heeft.
- Merken die uitsluitend bestaan uit tekens of benamingen die in de handel kunnen dienen tot aanduiding van soort, hoedanigheid, hoeveelheid, bestemming, waarde, plaats van herkomst of tijdstip van vervaardiging van de waren of van verrichting van de dienst of andere kenmerken van de waren of diensten.
- Merken die uitsluitend bestaan uit tekens of benamingen die in het normale taalgebruik of in het bonafide en gevestigd handelsverkeer gebruikelijk zijn geworden voor de datum van aanvraag. Als het teken pas na aanvraag gebruikelijk is geworden betreft het verwording tot soortnaam en gaat het om verval in plaats van nietigheid.
- Tekens die uitsluitend bestaan uit: (1)de vorm die, of een ander kenmerk dat, door de aard van de waren wordt bepaald, (2) de vorm van de waren die, of een ander kenmerk van de waren dat, noodzakelijk is om een technische uitkomst te verkrijgen of (3) de vorm die, of een ander kenmerk dat, een wezenlijke waarde aan de waren geeft.
- Merken die in strijd zijn met de goede zeden of de openbare orde van een van de Benelux-landen.
- Merken die tot misleiding van het publiek kunnen leiden, bijvoorbeeld ten aanzien van aard, hoedanigheid of plaats van herkomst van de waren of diensten.
- Merken die bij gebreke van goedkeuring van de bevoegde autoriteiten, krachtens artikel 6ter van het Verdrag van Parijsgeweigerd of nietig verklaard moeten worden.
- Merken die van inschrijving zijn uitgesloten op grond van Uniewetgeving of het interne recht van een van de Benelux-landen, of op grond van internationale overeenkomsten waarbij de Europese Unie partij is of die werking hebben in een Benelux-land en die in bescherming van oorsprongsbenamingen en geografische aanduidingen voorzien.
- Merken die van inschrijving zijn uitgesloten ingevolge Uniewetgeving of internationale overeenkomsten waarbij de Europese Unie partij is en die in bescherming van traditionele aanduidingen voor wijn voorzien.
- Merken die van inschrijving zijn uitgesloten ingevolge Uniewetgeving of internationale overeenkomsten waarbij de Europese Unie partij is en die in bescherming van gegarandeerde traditionele specialiteiten voorzien.
- Merken die bestaan uit of de essentiële onderdelen reproduceren van een oudere plantenrasbenaming die is ingeschreven overeenkomstig Uniewetgeving of het interne recht van een van de Benelux-landen, of overeenkomstig internationale overeenkomsten waarbij de Europese Unie partij is of die werking hebben in een Benelux-land, ter bescherming van kweekproducten, en die betrekking hebben op kweekproducten van hetzelfde of een nauw verwant plantenras.